# Higher Meditation
Higher Meditation – dziewiętnasty album studyjny Anthony’ego B, jamajskiego wykonawcy muzyki reggae i dancehall.
Płyta została wydana 20 lutego 2007 roku przez londyńską wytwórnię Greensleeves Records. Produkcją nagrań zajął się Fabrice „Frenchie” Allègre.

## Lista utworów
1. „Intro”
2. „Higher Meditation”
3. „Honour To Marcus Garvey” feat. Natty King
4. „Nah Run From People”
5. „Hold On”
6. „Just Can’t Live That Way”
7. „Ease Off”
8. „One Chalice”
9. „Tired Of Waiting In Vain”
10. „Your Time Has Come”
11. „Jah, Jah, Jah, Jah, Jah”
12. „Smoke Weed Everyday”
13. „No Passa Passa”
14. „Real Warriors” feat. Turbulence

## Muzycy
- Dalton Brownie – gitara
- Stanley Andrews – gitara basowa
- Leroy „Mafia” Heywood – gitara basowa
- David „Fluxy” Heywood – perkusja
- Andre „Suku” Gray – perkusja
- Christopher „Longman” Birch – keyboard
- Ronald „Nambo” Robinson – puzon
- Tony Greene – saksofon
- Dean Fraser – saksofon
- Keisha Patterson – chórki